# Maangchi
Maangchi, rodným jménem Kim Kwang-sook, hangul 김광숙 (* 1957 Josu) je korejsko-americká youtuberka a autorka. Je známá produkcí kuchařských videí zaměřených na korejskou kuchyni. Americký The New York Times ji popsal jako „youtubová korejská Julia Childová“.

## Život
Emily se narodila Josu v Jižní Koreji. Její rodina se zabývala mořským průmyslem a Kim se naučila vařit od svých příbuzných.
V roce 1992 se Emily a její manžel přestěhovali do Columbie ve státě Missouri, kde Emily pracovala jako učitelka. V Missouri zjistila, že kvalita, rozmanitost a dostupnost korejského jídla chybí, a tak často vařila pro ostatní členy místní korejsko-americké komunity.
V roce 2003 se s manželem rozvedli a se svými dvěma plně dospělými dětmi začala hrát MMORPG City of Heroes pod přezdívkou Maangchi což v korejštině znamená „kladivo“.

### Kulinářská kariéra
Kim byla uvedena na online kuchařskou scénu na YouTube v roce 2007, což ji inspirovalo k tomu, aby začala natáčet videa o korejském jídle pod názvem kanálu „Maangchi“. Její kanál rychle rostl na popularitě, což je přičítáno jejímu optimistickému přístupu a přísnému dodržování tradičních korejských receptů. Na základě úspěchu svého kanálu na YouTube vydala Kim svou první kuchařku v roce 2015- Maangchi’s Real Korean Cooking. V roce 2019 pak vydala druhou kuchařku – Maangchi's Big Book of Korean Cooking.

### YouTube
Její úplně první video bylo nahráno 10. 4. 2007 kdy vařila smaženou oliheň (오징어볶음). Na začátku každého videa pozdraví ,,Hello/Hi, everybody~! Today I'm going to show you how to make....", a na konci videa ,,Enjoy my recipe. See you next time, bye~". Nyní má 5,77 miliónů odběratelů. Všechny recepty nahrává i na své webové stránky.